# Храм Преподобне мати Параскеве - Свете Петке у Бочињи
Храм Преподобне мати Параскеве - Свете Петке у Бочињи је храм Српске православне цркве и припада Епархији зворничко-тузланској. Налази се у мјесту Горња Бочиња код Маглаја.
У Бочињи је 1919. године донесена из Усоре код Добоја војна барака преправљена у цркву-брвнара посвећена Светој Петки. Освештана је на дан Свете Петке, 27. септембра 1919. године.
Градња храма започета је 1935. године, по пројекту београдског архитекте Николе Томашевића. Годину дана касније, темеље је освјештао прота маглајски Јован Јефтић, као изасланик епископа зворничко-тузланског Нектарија Круља. Градња је трајала двије године, а храм је 25. септембра 1938. године освјештао архијереј Нектарије Круљ.
У посљедњем рату у Босни и Херцеговини (1992–1995), храм су запалили и потпуно уништили припадници тзв. Армије БиХ. У периоду 2001–2002. година кренуло се у обнову храма. Обновљени храм је освештао епископ зворничко-тузлански г. Василије 27. октобра 2002. године.
Иконе на храстовом иконостасу живописао је Александар Васиљевић из Добоја.